# Майский (Болотнинский район)
Майский — исчезнувший посёлок в Болотнинском районе Новосибирской области. На момент упразднения входил в состав Новобибеевского сельсовета. Исключен из учётных данных в 1981 году.

## География
Располагался на правом берегу реки Ояш, в 5 км к югу от села Новобибеево.

## История
Решением Новосибирского облисполкома от 09.02.1981 г. № 69 посёлок исключен из учётных данных.